# Boxeuropameisterschaften 1977
Die 22. Herren-Boxeuropameisterschaften der Amateure 1977 wurden vom 28. Mai bis zum 5. Juni 1977 in der Eissporthalle von Halle (Saale) in der Deutschen Demokratischen Republik ausgetragen. An den Titelkämpfen nahmen 146 Boxer aus 27 Ländern teil, die in elf Gewichtsklassen die Meister ermittelten. Die Boxer der Sowjetunion gewannen fünf Titel und waren damit die erfolgreichste Nation dieser Meisterschaft. Lediglich Waleri Limassow gelang es wieder einen EM-Titel zu erringen. Diesmal kam er eine Gewichtsklasse höher als 1975 zu Titelehren.

## Ergebnisse
| Klasse                         | Gold                              | Silber                            | Bronze                                                    |
| Halbfliegengewicht (bis 48 kg) | Henryk Średnicki Polen            | Georgi Georgiew Bulgarien         | Philippe Sutcliffe Irland Anatolij Klujew Sowjetunion     |
| Fliegengewicht (bis 51 kg)     | Leszek Błażyński Polen            | Olexander Tkatschenko Sowjetunion | Nuri Eroğlu Türkei Plamen Kamburow Bulgarien              |
| Bantamgewicht (bis 54 kg)      | Stefan Förster DDR                | Todor Dinu Rumänien               | Dimitar Pehliwanow Bulgarien Manfred König BR Deutschland |
| Federgewicht (bis 57 kg)       | Richard Nowakowski DDR            | Roman Gotfryd Polen               | Wiktor Rybakow Sowjetunion Tidi Tudor Rumänien            |
| Leichtgewicht (bis 60 kg)      | Ace Rusevski Jugoslawien          | Christian Zornow DDR              | René Weller BR Deutschland Abdel Kerzazi Frankreich       |
| Halbweltergewicht (bis 64 kg)  | Bogdan Gajda Polen                | Ulrich Beyer DDR                  | Calistrat Cuţo Rumänien Mehmet Bogujevci Jugoslawien      |
| Weltergewicht (bis 67 kg)      | Waleri Limassow Sowjetunion       | Karl-Heinz Krüger DDR             | Plamen Jankow Bulgarien Vasile Cicu Rumänien              |
| Halbmittelgewicht (bis 71 kg)  | Wiktor Sawtschenko Sowjetunion    | Markus Intlekofer BR Deutschland  | Jerzy Rybicki Polen Kalevi Marjamaa Finnland              |
| Mittelgewicht (bis 75 kg)      | Leonid Schaposchnikow Sowjetunion | Bernd Wittenburg DDR              | Ilija Angelow Bulgarien Svatopluk Žáček Tschechoslowakei  |
| Halbschwergewicht (bis 81 kg)  | Dawit Kwatschadse Sowjetunion     | Ottomar Sachse DDR                | Rauno Pellikainen Finnland Ion Gyorffi Rumänien           |
| Schwergewicht (über 81 kg)     | Jewgeni Gorstkow Sowjetunion      | Jürgen Fanghänel DDR              | Mircea Simon Rumänien Atanas Sapundschiew Bulgarien       |

## Medaillenspiegel
| Rang | Land                            | Gold | Silber | Bronze | Gesamt |
| ---- | ------------------------------- | ---- | ------ | ------ | ------ |
| 1    | Sowjetunion                     | 5    | 1      | 2      | 8      |
| 2    | Polen                           | 3    | 1      | 1      | 5      |
| 3    | Deutsche Demokratische Republik | 2    | 6      | –      | 8      |
| 4    | Jugoslawien                     | 1    | –      | 1      | 2      |
| 5    | Bulgarien                       | –    | 1      | 5      | 6      |
| 5    | Rumänien                        | –    | 1      | 5      | 6      |
| 7    | BR Deutschland                  | –    | 1      | 2      | 3      |
| 8    | Finnland                        | –    | –      | 2      | 2      |
| 9    | Irland                          | –    | –      | 1      | 1      |
| 9    | Türkei                          | –    | –      | 1      | 1      |
| 9    | Frankreich                      | –    | –      | 1      | 1      |
| 9    | Tschechoslowakei                | –    | –      | 1      | 1      |
|      | Gesamt                          | 11   | 11     | 22     | 44     |